# Liberian Girl
«Liberian Girl» (с англ. — «Девушка из Либерии») — песня американского автора-исполнителя Майкла Джексона. Девятый и последний сингл из его седьмого студийного альбома Bad. Был выпущен на лейбле Epic Records в июле 1989 года в Австралии и странах Европы. Продюсерами трека стали сам Джексон и Куинси Джонс. Это одна из первых песен в западной поп-культуре, воспевающих красоту африканской женщины.
Видеоклип на песню снял режиссёр Джим Юкич, на съёмки были приглашены более 30 знаменитостей: Вупи Голдберг, Дэвид Копперфильд, Джон Траволта и другие. Ролик вошёл в сборники видеоклипов певца HIStory on Film, Volume II, Michael Jackson's Vision.

## История создания и особенности композиции
Баллада была написана Джексоном в 1983 году для совместного альбома с группой The Jacksons Victory. На тот момент она носила название «Pyramid Girl» (с англ. — «Девушка из пирамид»). Позднее, готовясь к выпуску сольной пластинки, певец переименовал и записал её, композиция и сопровождавший её затем видеоклип были посвящены Элизабет Тейлор. На запись была приглашена южноафриканская джазовая певица Летта Мбулу, в начале песни и каждого куплета она произносит слова на суахили: «Nakupenda pia — nakutaka piya — mpenziwe» (суах. «Я тоже люблю тебя — я тоже хочу тебя — любовь моя»). В тексте певец признаётся в любви девушке из Либерии.

## Выпуск сингла и реакция критиков
«Liberian Girl» была выпущена в качестве девятого и последнего сингла из альбома Джексона Bad. Релиз состоялся 3 июля 1989 года в Австралии и странах Европы, в США сингл выпущен не был.
Рецензенты The Chicago Tribune отметили, что после прослушивания быстрой «Speed Demon», песни располагающейся перед «Liberian Girl» в трек-листе альбома Джексона, баллада резко изменяет темп, и предлагает «окунуться в прохладную, слегка джазовую атмосферу». Журналист Pop Matters заметил, что Джексон, создавая песню, стремился сделать её экзотичной, однако рецензент не одобрил синтезаторный фон, на котором композиция была построена. Музыкальный критик Нельсон Джордж отметил, что «Liberian Girl» — одна из первых песен в западной поп-культуре, воспевающих красоту африканской женщины.

## Музыкальное видео
Съёмки прошли в апреле 1989 года в Лос-Анджелесе, в качестве режиссёра выступил Джим Юкич. По сюжету многочисленные звёзды долго ждут Джексона на съёмочной площадке, готовясь сняться в его видеоклипе. Наконец, музыкант спускается к ним на операторском кране с кинокамерой: оказывается, что всё это время он снимал знаменитостей в непринуждённой обстановке. Ролик вошёл в сборники видеоклипов певца HIStory on Film, Volume II, Michael Jackson's Vision.

### Приглашённые знаменитости
Список приведен в трёх колонках, в порядке появления на экране.

| - Беверли Джонсон - Малькольм-Джамал Уорнер - Шерман Хэмсли - Бригитта Нильсен - Пола Абдул - Карл Уэзерс - Вупи Голдберг - Куинси Джонс - Джеки Коллинз - Эми Ирвинг - Жасмин Гай | - Розанна Аркетт - Лу Даймонд Филлипс - Оливия Ньютон-Джон - Джон Траволта - Стивен Спилберг - Дебби Гибсон - Рики Шрёдер - Блэр Андервуд - «Странный Эл» Янкович - Бабблз - Сьюзан Сомерс | - Лу Ферриньо - Дон Кинг - Маим Бялик - Вирджиния Мэдсен - Дэвид Копперфильд - Билли Ди Уильямс - Ричард и Эмили Дрейфус - Дэнни Гловер - Оливия Хасси - Дэн Эйкройд - Стив Гуттенберг |

## Участники записи
| - Майкл Джексон — музыка, текст, вокал, бэк-вокал, аранжировка ритм-секции, вокала - Летта Мбулу — текст на суахили - Каифус Семения — аранжировка текста на суахили - Дуглас Гетшал — программирование ударных - Стив Поркаро — программирование синтезаторов - Куинси Джонс и Джон Барнс — аранжировка ритм-секции | - Джон Барнс, Джерри Хэй, Куинси Джонс — аранжировка синтезаторов - Джон Барнс — аранжировка вокала - Мико Брандо, Олли Е. Браун, Джон Робинсон — ударные - Олли Е. Браун, Паулинью да Кошта — перкуссия - Кристофер Карелл — синклавир - Джон Барнс, Майкл Боддикер, Ларри Уильямс, Дэвид Пейч — синтезаторы |

## Список композиций
- 7" (номер в каталоге Epic Records — 654947 0)[16]

| №  | Название               | Длительность |
| -- | ---------------------- | ------------ |
| 1. | «Liberian Girl» (edit) | 3:39         |

| №  | Название     | Длительность |
| -- | ------------ | ------------ |
| 2. | «Girlfriend» | 3:04         |

- 12" (номер в каталоге Epic Records — 654947 1)[16]

| №  | Название               | Длительность |
| -- | ---------------------- | ------------ |
| 1. | «Liberian Girl» (edit) | 3:39         |
| 2. | «Girlfriend»           | 3:04         |

| №  | Название        | Длительность |
| -- | --------------- | ------------ |
| 2. | «You Can't Win» | 7:12         |

## Позиции в чартах
| Чарт (1989)        | Высшая позиция |
| ------------------ | -------------- |
| Австралия          | 50             |
| Бельгия (Фландрия) | 12             |
| Великобритания     | 13             |
| Германия           | 23             |
| Ирландия           | 1              |
| Нидерланды         | 14             |
| Новая Зеландия     | 31             |
| Франция            | 15             |
| Швейцария          | 12             |